# Lego Star Wars: The Video Game
Lego Star Wars: The Video Game — компьютерная игра в жанре экшена, первая видеоигра в линейке Lego-игр от компании Traveller's Tales, по вселенной «Звёздных войн». Она описывает сюжеты фильмов «Эпизод I — Скрытая угроза», «Эпизод II — Атака Клонов» и «Эпизод III — Месть ситхов». Игра вышла 5 апреля 2005 года, за месяц до премьеры Мести ситхов.
Несмотря на то, что Lego Star Wars позиционировалась как игра для детей, она снискала славы и у более взрослых игроков. В течение мая 2005 игра удерживалась на вершине игровых чартов Великобритании.

## Игровой процесс
Игра предлагает игроку возможность играть как одному, так и с другом. После прохождения первой миссии первого эпизода открываются все остальные эпизоды. На любом уровне нам предлагается: Сбор запонок (игровая валюта), уничтожение противников, решение несложных головоломок и нахождение 10 капсул мини-набора. Каждую главу можно пройти 2 раза (кроме глав, где мы передвигаемся на каком-либо транспорте, там доступен лишь режим истории): 1. Это прохождение истории — игра идёт по сюжетной линии, где игроку надо пройти в определённое место определённым путём. 2. Это прохождение «Свободной Игры» — открывается после прохождения сюжетной линии этой главы. Даёт возможность игроку найти все секреты на уровне, а точнее даёт игроку небольшой арсенал из доступных ему на данный момент персонажей , которые не могли появиться в этой главе (чтобы открыть, например, дверь с капсулой мини-набора). Игроку доступно множество персонажей, часть которых будут открываться по ходу игры (к примеру: Оби-Ван Кеноби, Падме Амидала, Капитан Панака и др.), а остальных можно купить в «Кафе Декстера», после прохождения определённого уровеня, на котором эти персонажи появлялись по сюжету. Там же можно приобрести сюрпризы-бонусы (англ. Extras), которые стоят приличную сумму Lego-деталей (бессмертие, силуэты, детектор капсул мини-наборов и др.). Если в каждой главе найти все 10 капсул с мини-набором, то вы соберёте какой-нибудь транспорт или боевую единицу из Вселенной «Звёздных войн», которые кроме как пополнения коллекции ничего не принесут. При сборе Lego-деталей на уровне заполняется счётчик Истинного Джедая. Если вы заполните счётчики на всех 17 уровнях, то вам откроется бонусная дверь в «Кафе Декстера», где вы можете пройти 1 главу из IV эпизода Звёздных Войн, но за злодеев, а также пополнить свою коллекцию редкими персонажами: Дартом Вейдером, принцессой Леей, штурмовиком и Солдатом Повстанцев. В конце уровня появляется надпись — «Продолжение следует...»

## Скрытая угроза
Рыцари Оби-Ван Кеноби и Квай-Гон Джинн из Ордена Джедаев были посланы на корабль Торговой Федерации для переговоров. Глава Федерации — Нут Ганрей — получил приказ от тайного владыки убить Джедаев и послал к ним боевых дроидов. Джедаи сбежали и попали на планету Набу, где встретили гунгана Джа-Джа Бинкса и спасли королеву Амидалу из плена.
Четверо отправляются в столицу Галактической Республики — Корусант, но вынуждены остановиться на пустынной планете Татуин, где находят мальчика-раба Энакина Скайуокера, в котором необычайно мощна Сила — энергетическое поле, с которым способны взаимодействовать Джедаи. Они забирают мальчика, но сталкиваются с одним из ситхов — давних противников Джедаев.
На Корусанте королева Амидала при помощи сенатора Палпатина просит помощи у Сената, а Квай-Гон на Совете Джедаев берёт Энакина в ученики. Королева не находит поддержки и возвращается с Джедаями на Набу, где получает в качестве союзников армию гунганов. Также выясняется, что королева и не была королевой, а лишь поменялась ролями с настоящей королевой Падме Амидалой, изображающей служанку.
Гунганы вступают в бой с армией дроидов Торговой Федерации, Падме с отрядом идут за Нутом Ганреем, пилоты и Энакин атакуют станцией управления дроидами Федерации на орбите планеты, а Оби-Ван и Квай-Гон сражаются с Дартом Молом — ситхом с Татуина. В итоге: молодой Энакин разносит взрывом корабль Федерации, гунганы побеждают дроидов, Амидала берёт в плен наместника, а Оби-Ван побеждает Мола, но Квай-Гон погибает в бою. Кеноби обещает учителю обучить Энакина, а Палпатин становится канцлером Республики...

## Атака клонов
Спустя десять лет на сенатора Падме совершается покушение. Повзрослевший Энакин Скайуокер с учителем Оби-Ваном Кеноби назначены её охранниками. Вскоре происходит второе покушение, и Оби-Ван Кеноби отправляется на поиски убийцы и заказчика. Расследование приводит его на планету Камино, где он узнаёт о создании якобы заказанной джедаями армии клонов из ДНК Джанго Фетта. Кеноби сражается с Феттом и преследует его до планеты Джеонозис, где попадает в плен и встречается с лидером Конфедерации Независимых Систем — графом Дуку.
В это же время Энакин и Падме откликаются на зов Оби-Вана о помощи и попадают в ловушку на Джеонозисе. Всех троих оставляют на арене сражаться с монстрами за свою жизнь. На помощь прибывают Джедаи и сражаются с армией дроидов Дуку. Дроидов оказывается значительно больше, и джедаи окружены, но прилетает мастер Йода с новой армией клонов и спасает джедаев. Оби-Ван и Энакин преследуют Дуку и вступают в бой, но последний без труда побеждает их (а по пути и лишает Скайуокера руки), но подоспевший Йода заменяет их, но граф сбегает. Энакин и Падме тайно женятся, а Дуку сообщает тайному владыке о начале Войн Клонов...

## Месть ситхов
Идёт третий год войны. Канцлер Палпатин попал в плен, и Энакин с Оби-Ваном должны его освободить. На истребителях они летят к флагману сепаратистов, сражаясь против кораблей противников, и проникают на его борт. На флагмане они сталкиваются с графом Дуку, и Энакин убивает его. Джедаи спасают канцлера, но встречают Генерала Гривуса, которому удаётся скрыться от них. Джедаи вынуждены посадить падающий на Корусант корабль и успешно завершают задание.
Кеноби преследует Гривуса до планеты Утапау, где сражается с ним вместе с Командиром Коуди и убивает четырёхрукого андроида. На планете Кашиик Йода и Чубакка сражаются против армии дроидов, когда клоны получают «Приказ 66» и нападают на мастера-джедая. Йода пробивается сквозь группы предателей, прощается с вуки и улетает в Храм Джедаев. Там Йода и Оби-Ван вынуждены сражаться с клонами и, добравшись до записей Храма, они узнают, что Энакин пал на тёмную сторону Силы и убил всех падаванов и их учителей-джедаев.
Падме летит на планету Мустафар к Энакину, и когда из её корабля выходит Оби-Ван, тайно там скрывавшийся, Скайуокер в бешенстве душит свою жену до потери сознания. Происходит сражение между учителем и учеником, и Оби-Ван, отрубивший в дуэли своему бывшему другу ноги, оставляет умирать его на Мустафаре. Перед смертью у Падме рождаются близнецы — Люк и Лея, а Палпатин, который оказался владыкой-ситхом Дартом Сидиусом, находит тело Энакина, помещает его в чёрный костюм жизнеобеспечения и нарекает его Дартом Вейдером...

## Оценки
| Сводный рейтинг    | Сводный рейтинг | Сводный рейтинг | Сводный рейтинг | Сводный рейтинг | Сводный рейтинг |
| Издание            | Оценка          | Оценка          | Оценка          | Оценка          | Оценка          |
| Издание            | GBA             | GC              | PC              | PS2             | Xbox            |
| ------------------ | --------------- | --------------- | --------------- | --------------- | --------------- |
| GameRankings       | 77,60 %         | 79,85 %         | 78,92 %         | 78,94 %         | 77,06 %         |
| Metacritic         | 75 %            | 79 %            | 77 %            | 78 %            | 76 %            |
| Иноязычные издания |                 |                 |                 |                 |                 |
| Издание            | Оценка          | Оценка          | Оценка          | Оценка          | Оценка          |
| Издание            | GBA             | GC              | PC              | PS2             | Xbox            |
| Game Informer      | N/A             | 7,5/10          | N/A             | 7,5/10          | 7,5/10          |
| GameSpot           | 7,5/10          | 7,6/10          | 7,6/10          | 7,6/10          | 7,6/10          |
| GameSpy            | N/A             | 4,5/5           | 4,5/5           | 4,5/5           | 4,5/5           |
| IGN                | 8/10            | 8/10            | 7,8/10          | 8/10            | 8/10            |
| Nintendo Power     | 6,4/10          | 6,5/10          | N/A             | N/A             | N/A             |
| OPM                | N/A             | N/A             | N/A             | 80/100          | N/A             |

Двадцать карт слишком скоротечны и легки для публики, которая впервые за несколько лет увидела качественный проект по «Звёздным войнам» (к тому же — неплохой платформер). Lego Star Wars настолько близка к настоящей коробке Lego, насколько вообще сейчас возможно. И уж точно лучше, чем любая другая из последних игр, украшенных надписью Star Wars…— ag.ru

## Продолжение серии
В сентябре 2006 года была выпущена игра Lego Star Wars II: The Original Trilogy, которая описывает сюжеты фильмов Звёздные войны. Эпизод IV: Новая надежда, Звёздные войны. Эпизод V: Империя наносит ответный удар и Звёздные войны. Эпизод VI: Возвращение джедая.
В ноябре 2007 года, в честь 30-летия саги, была выпущена игра Lego Star Wars: The Complete Saga, которая является перезагрузкой Lego Star Wars: The Video Game и Lego Star Wars II: The Original Trilogy, а также содержит бонусный контент.
В марте 2011 года была выпущена игра Lego Star Wars III: The Clone Wars, которая основывается на сюжете 1 и 2 сезонов мультсериала Звёздные войны. Войны клонов.
В июне 2016 года была выпущена игра Lego Star Wars: The Force Awakens, сюжет которой основывался на финале "Возвращения джедая", седьмом эпизоде и доселе не рассказанных историях о новых героях.
5 апреля 2022 года была выпущена игра Lego Star Wars: The Skywalker Saga, которая включает в себя все эпизоды "Звёздных Войн", в том числе все фильмы новой трилогии.